# روتهار (سلسلة جبال)

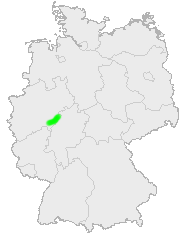
جبال الروتهار

جبال الروتهار أو الرُّتْهَار (بالألمانية: Rothaargebirge) هي سلسلة جبال متوسطة الارتفاع تبلغ أعلى قممها 843.1 م، وتقع في ولايتي نوردراين فيستفالن وهسن في ألمانيا.
يعتقد أن اسمها الأصلي كان رودهارد (بالألمانية: Rod-Hard-Gebirge).